# Корассо, Хуан Карлос
Хуан Карлос Корассо (исп. Juan Carlos Corazzo; 14 декабря 1907 или 1904, Монтевидео — 12 января 1986) — уругвайский футболист и тренер. Как игрок наиболее известен по выступлениям за аргентинский «Индепендьенте». В качестве главного тренера дважды приводил сборную Уругвая к победам на чемпионатах Южной Америки.
Хуан Карлос Корассо — тесть полузащитника сборной Уругвая (1966—1976) Пабло Форлана и дед по материнской линии Диего Форлана, также начинавшего профессиональную карьеру в «Индепендьенте».

## Биография
Хуан Карлос Корассо родился в Монтевидео в 1907 году, он был выходцем из семьи итальянских мигрантов. Начинал играть в футбол в «дикой» команде «Демокрасия» в 13-летнем возрасте, а в 17 лет попал в молодёжную команду Высшего дивизиона «Уондерерс» — на тот момент одного из сильнейших клубов Уругвая. В 1925—1931 гг. выступал за «Суд Америку», с которой в 1926 году выиграл 3-й дивизион чемпионата Уругвая. Однако, в связи с реорганизацией и расширением чемпионата эта команда успешно приняла участие в турнире за выход в элитный дивизион, и уже в 1927 году заняла 5-е место в Высшем дивизионе.
В 1928 году Корассо удостоился вызова в сборную Уругвая, в которой провёл 2 матча. Корассо также был кандидатом в сборную в 1930 году, но не попал в итоговую заявку и не стал чемпионом мира. Уже в следующем году он принял решение переехать в Аргентину, где образовалась профессиональная лига. И если сезон в «Расинге» сложился для него неудачно, то выступление за другую команду из Авельянеды сделало Корассо одним из самых выдающихся футболистов в чемпионате Аргентины первой половины 1930-х годов. Четырежды Хуан Карлос становился вице-чемпионом Аргентины, но чемпионом «Индепендьенте» сумел стать лишь в 1938 году, то есть спустя год после того, как его бывший лидер полузащиты завершил карьеру футболиста.
В 1940-е годы Корассо стал тренировать «Суд Америку», «Дефенсор», а в 1955 году возглавил сборную Уругвая, однако чемпионат Южной Америки сложился для «Селесте» неудачно. В 1959 году Корассо во второй раз возглавил сборную и сразу реабилитировался за первую неудачу, приведя Уругвай к уверенной победе в чемпионате Южной Америки, состоявшемся в Эквадоре. В 1961 году Корассо покинул тренерский штаб, но вернулся перед самым чемпионатом мира 1962 года. На турнире в Чили уругвайцы не сумели выйти из группы.
Наконец, в 1967 году Корассо в четвёртый раз возглавил сборную Уругвая на чемпионате Южной Америки. Победа на домашнем чемпионате заложила основу для дальнейших успехов сборной, которая в 1970 году заняла 4-е место на чемпионате мира. Примечательно, что на турнире 1967 года выступал фланговый защитник/полузащитник Пабло Форлан, который затем женился на дочери Хуана Карлоса, Пилар Корассо. Их сын, Диего Форлан, стал представителем третьего поколения в своём семействе, который выиграл чемпионат Южной Америки/Кубок Америки в 2011 году.

## Достижения

### Как игрок
- Вице-чемпион Аргентины (4): 1932, 1934, 1935, 1937
- Чемпион Уругвая в 3 дивизионе: 1926

### Как тренер
- Чемпион Южной Америки (2): 1959 (2), 1967